# Highlanders Football Club
L'Highlanders Football Club è una società calcistica zimbabwese di Bulawayo. 
Ha vinto 7 campionati zimbabwesi, 4 Coppe di Zimbabwe e una Supercoppa di Zimbabwe.
Gioca le gare casalinghe al Barbourfields Stadium, che ha una capacità di 45 000 posti

## Rosa 2013-2014
| N. |                     | Ruolo | Calciatore         |
| -- | ------------------- | ----- | ------------------ |
| -  | Zimbabwe (bandiera) | P     | Ariel Sibanda      |
| -  | Zimbabwe (bandiera) | P     | Ashford Katsande   |
| -  | Zimbabwe (bandiera) | P     | Munyaradzi Diya    |
| -  | Zimbabwe (bandiera) | D     | Erick Mudzingwa    |
| -  | Zimbabwe (bandiera) | D     | Lawson Nkomo       |
| -  | Zimbabwe (bandiera) | D     | Innocent Mapuranga |
| -  | Zimbabwe (bandiera) | D     | Dumisani Ndlovu    |
| -  | Zimbabwe (bandiera) | D     | Honest Moyo        |
| -  | Zimbabwe (bandiera) | D     | Status Nsingo      |
| -  | Zimbabwe (bandiera) | D     | Bruce Tshuma       |
| -  | Zimbabwe (bandiera) | C     | Peter Moyo         |
| -  | Zimbabwe (bandiera) | C     | Douglas Sibanda    |
| -  | Zimbabwe (bandiera) | C     | Knox Mutizwa       |
| -  | Zimbabwe (bandiera) | C     | Masimba Mambare    |
| -  | Zimbabwe (bandiera) | C     | Heritein Masuku    |

| N. |                     | Ruolo | Calciatore           |
| -- | ------------------- | ----- | -------------------- |
| -  | Zimbabwe (bandiera) | C     | Simon Munawa         |
| -  | Zimbabwe (bandiera) | C     | Mthulisi Maphosa     |
| -  | Zimbabwe (bandiera) | C     | Hillary Madzivanyika |
| -  | Zimbabwe (bandiera) | C     | Arnott Malaba        |
| -  | Zimbabwe (bandiera) | C     | Bhekimpilo Ncube     |
| -  | Zimbabwe (bandiera) | A     | Milton Ncube         |
| -  | Zimbabwe (bandiera) | A     | Njabulo Ncube        |
| -  | Zimbabwe (bandiera) | A     | Trevor Ndlovu        |
| -  | Zimbabwe (bandiera) | A     | Bobby Nkomo          |
| -  | Zimbabwe (bandiera) | A     | Cleopas Dube         |
| -  | Zimbabwe (bandiera) | A     | Beavan Chikaka       |
| -  | Zimbabwe (bandiera) | A     | Mgcini Sibanda       |
| -  | Zimbabwe (bandiera) | A     | Graham Ncube         |
| -  | Zimbabwe (bandiera) | A     | Lucky Nyoni          |
| -  | Zimbabwe (bandiera) | A     | Ozias Zibande        |

## Palmarès

### Competizioni nazionali
- Campionato zimbabwese: 7

1990, 1993, 1999, 2000, 2001, 2002, 2006
- Coppa di Zimbabwe: 3

1990, 2001, 2013, 2019
- Supercoppa di Zimbabwe: 1

2019

### Altri piazzamenti
- Coppa di Zimbabwe:

Finalista: 2003, 2005, 2007